# Campeonato Mundial de Snowboard de 2005
El VI Campeonato Mundial de Snowboard se celebró en Whistler (Canadá) entre el 15 y el 23 de enero de 2005 bajo la organización de la Federación Internacional de Esquí (FIS).

## Medallistas

### Masculino
| Evento                           | Oro                                 | Plata                                 | Bronce                                 |
| -------------------------------- | ----------------------------------- | ------------------------------------- | -------------------------------------- |
| Eslalon paralelo (19.01)         | Jasey-Jay Anderson · Canadá         | Nicolas Huet Francia                  | Siegfried Grabner · Austria            |
| Eslalon gigante paralelo (18.01) | Jasey-Jay Anderson · Canadá         | Urs Eiselin · Suiza                   | Nicolas Huet Francia                   |
| Campo a través (16.01)           | Seth Wescott Estados Unidos         | François Boivin · Canadá              | Jayson Hale Estados Unidos             |
| Halfpipe (22.01)                 | Antti Autti · Finlandia · 47,7 pts. | Justin Lamoureux · Canadá · 46,6 pts. | Kim Christiansen · Noruega · 42,4 pts. |
| Big air (21.01)                  | Antti Autti · Finlandia · 53,1      | Matevž Petek Eslovenia 52,5           | Andreas Jakobsson · Suecia · 50,5      |

### Femenino
| Evento                           | Oro                               | Plata                             | Bronce                                |
| -------------------------------- | --------------------------------- | --------------------------------- | ------------------------------------- |
| Eslalon paralelo (19.01)         | Daniela Meuli · Suiza             | Heidi Neururer · Austria          | Doresia Krings · Austria              |
| Eslalon gigante paralelo (18.01) | Manuela Riegler · Austria         | Svetlana Boldykova · Rusia        | Doresia Krings · Austria              |
| Campo a través (16.01)           | Lindsey Jacobellis Estados Unidos | Karine Ruby Francia               | Maëlle Ricker · Canadá                |
| Halfpipe (22.01)                 | Doriane Vidal Francia 45,7 pts.   | Manuela Pesko · Suiza · 43,4 pts. | Hannah Teter Estados Unidos 35,8 pts. |

## Medallero
| Núm. | País           | Oro | Plata | Bronce | Total |
| ---- | -------------- | --- | ----- | ------ | ----- |
| 1    | Canadá         | 2   | 2     | 1      | 5     |
| 2    | Estados Unidos | 2   | 0     | 2      | 4     |
| 3    | Finlandia      | 2   | 0     | 0      | 2     |
| 4    | Francia        | 1   | 2     | 1      | 4     |
| 5    | Suiza          | 1   | 2     | 0      | 3     |
| 6    | Austria        | 1   | 1     | 3      | 5     |
| 7    | Eslovenia      | 0   | 1     | 0      | 1     |
| 7    | Rusia          | 0   | 1     | 0      | 1     |
| 9    | Noruega        | 0   | 0     | 1      | 1     |
| 9    | Suecia         | 0   | 0     | 1      | 1     |
|      | TOTAL          | 9   | 9     | 9      | 27    |